# NGC 5348
NGC 5348 is een balkspiraalstelsel in het sterrenbeeld Maagd. Het hemelobject werd op 3 mei 1877 ontdekt door de Ierse astronoom Lawrence Parsons.

## Synoniemen
- UGC 8821
- MCG 1-35-51
- ZWG 45.137
- PGC 49411